# André Lenz
André Lenz (Mülheim an der Ruhr, 19 novembre 1973) è un ex calciatore tedesco, di ruolo portiere.

## Palmarès

### Club
- Campionato tedesco: 1

Wolfsburg: 2008-2009